# Latanoprost
Latanoprost ist ein Arzneistoff, der in der örtlichen Behandlung des Glaukom und erhöhtem Augeninnendruck Verwendung findet. Dazu wird er in Form von Augentropfen angewendet. Latanoprost fördert das Abfließen von Kammerwasser über die Gefäße des Ziliarkörpers und der Iris (uveoskleraler oder uveovortikaler Abfluss), wodurch der erhöhte Druck nachlässt.
Latanoprost wird in der Liste der unentbehrlichen Arzneimittel der Weltgesundheitsorganisation aufgeführt.

## Eigenschaften
Die zur Stoffgruppe der Prostaglandine zählende Substanz ist eine farblose, ölige Flüssigkeit.
Latanoprost ist ein Isopropyl-Ester-Prodrug. Das heißt, dass es inaktiv ist, bis es durch Esterasen in der Hornhaut hydrolysiert wird. Es wurde von Johan W. Stjernschantz und Bahram Resul als Mitarbeiter des Unternehmens Pharmacia entwickelt.

## Medizinischer Einsatz

### Erhöhter Augendruck
- In klinischen Studien mit Patienten, die an Offenwinkelglaukom oder erhöhtem Augendruck (≥21 mmHg) litten, wurde ermittelt, dass der Druck durch Latanoprost um 22 bis zu 39 % nach Behandlung über 1 bis 12 Monate abnahm. Latanoprost war signifikant effektiver als Timolol und zeigte einen zeitstabilen Effekt der Drucksenkung.[7]
- Meta-Studien zeigen, dass Latanoprost bei der Senkung des Augendrucks effektiver als Timolol ist, jedoch führt es häufig zur Pigmentierung der Iris. Diese scheint benign zu sein, die Patienten sollten dennoch langfristig diesbezüglich untersucht werden.[8]

### Engwinkelglaukom
- Bei Patienten mit Engwinkelglaukom war Latanoprost ebenfalls effektiver als Timolol.[9]

Latanoprost ist in Dosen von 1,56 Mikrogramm pro Tag wirksam. Eine höhere Dosierung verringert den Effekt der Drucksenkung im Auge.

## Nebenwirkungen
Liste von häufig bis sehr selten:
- > 5–15 %: Verschwommene Sicht, brennendes oder stechendes Gefühl, conjunktivale Hyperämie, Fremdkörpergefühl, Jucken, erhöhte Pigmentierung der Iris, die zu Iris-Heterochromie führen kann, Keratitis superficialis punctata
- 4 %: Erkältung oder Infektion der oberen Atemwege, grippeähnliche Symptome
- 1–4 %: Trockene Augen, starke Tränenbildung, Augenschmerzen, Verkrustung des Augenlids, Lidödem, Erythema des Lids (Hyperämie), Lidschmerzen, Lichtempfindlichkeit
- 1–2 %: Schmerzen im Brustkorb, allergische Hautreaktionen, Arthralgie, Rückenschmerzen, Muskelschmerzen, Verdickung der Wimpern
- < 1 % (nur wichtige oder lebensbedrohliche): Asthma, Herpes-Keratitis, Iritis, Keratitis, retinale Arterienembolie, Ablösung der Netzhaut, Lyell-Syndrom, Uveitis, Glaskörperblutung durch diabetische Retinopathie

## Gegenanzeigen und Wechselwirkungen
Bei Überempfindlichkeit gegenüber Latanoprost darf der Arzneistoff nicht angewendet werden. Bei gleichzeitiger Gabe mit folgenden Arzneimitteln können Wechselwirkungen auftreten:
- Bimatoprost: Die gleichzeitige Gabe von Latanoprost und Bimatoprost kann zu höherem intraokularen Druck führen.
- Nichtsteroidale Antirheumatika: Diese können den therapeutischen (ophthalmischen) Effekt von Prostaglandinen entweder schwächen oder auch stärken.

## Lagerung
Latanoprost ist thermisch und besonders gegenüber UV-Strahlung instabil. So nimmt die Konzentration von Latanoprost alle 8,25 Tage um 10 % ab, wenn es bei 50 °C gelagert wird. Die empfohlene Lagerung ist daher lichtgeschützt bei −20 °C.

## Fertigarzneimittel
Xalatan (Upjohn), Catiolanze (Santen Oy)
Das Patent für Latanoprost lief im März 2011 aus, so dass seitdem Generika erhältlich sind.
Kombinationen:
- mit Timolol: Xalacom
- mit Netarsudil: Roclanda